# سيد سيف
سيد سيف (بالإنجليزية: Sayid Sayf) مخرج مصري من مواليد 13 أكتوبر 1945  حصل علي ليسانس كلية الآداب قسم اللغة الإنجليزية، بدأ حياته العملية بالعمل في مجال التدريس،  ثم سافر إلى لندن عام 1976 ليدرس فن الإخراج السينمائي.
امتد مشواره الفني من عام 1972 حتى 2011 وكان حصيلته:
تمثيل 4 أعمال: مسلسل «الخماسين» 1972، فيلم «ملوك الشر» 1972، مسلسل «الحواجز الزجاجية» 1974، وفيلم «رغبة وحقد وانتقام» 1986.
تأليف 4 أعمال: فيلم «عشش الترجمان» سيناريو وحوار 1990، فيلم «درب البهلوان» سيناريو وحوار 1992، فيلم «دائرة الموت» تأليف 1993، وفيلم «علاقات خطرة» تأليف 2011.

## قائمة أعماله في الإخراج
فيلم «كلاب الحراسة» بطولة حسين فهمى وسهير رمزي، عام 1984
فيلم «الحلال والحرام» بطولة عادل أدهم وسهير رمزي، عام 1985
فيلم «عذراء وثلاثة رجال» بطولة فريد شوقي وعزت العلايلي، عام  1986
فيلم «رغبة وحقد وانتقام» بطولة فريد شوقي وحسين فهمي، عام 1986
فيلم «باب النصر» بطولة بوسي ومجدي وهبة، عام 1988
فيلم «عشش الترجمان» بطولة سعيد صالح وآثار الحكيم، عام 1990
فيلم «صبيان المعلم» بطولة عايدة رياض وأحمد بدير، عام 1990
فيلم «خميس يغزو القاهرة» بطولة سعيد صالح ودلال عبد العزيز، عام 1990
فيلم «درب البهلوان» بطولة سعيد صالح وصابرين، عام 1992
فيلم «دائرة الموت» بطولة أحمد بدير وسماح أنور، عام 1993
فيلم «تعالب أرانب» بطولة فاروق الفيشاوي وعايدة رياض، عام 1994
فيلم «المليونير الصعلوك» بطولة أحمد بدير وعايدة رياض، عام 1994
فيلم «الشاهد الأخرس (فضيحة في حارتنا)» بطولة فريد شوقي وخالد زكي، عام 1995
فيلم «علاقات خطرة» بطولة مجدي فكري وسماح السعيد، عام 2011

## وصلات خارجية
- سيد سيف على موقع IMDb (الإنجليزية)
- سيد سيف على موقع الدهليز
- سيد سيف على موقع قاعدة بيانات الأفلام العربية
- سيد سيف على الدهليز
- سيد سيف سيد سيف على كاروهات